# Nowy Dwór (Ząbkowice Śląskie)
Pour les articles homonymes, voir Nowy Dwór.
Nowy Dwór est une localité polonaise de la gmina de Ziębice, située dans le powiat de Ząbkowice Śląskie en voïvodie de Basse-Silésie.